# Sciomyza nigrifrons
Sciomyza nigrifrons är en tvåvingeart som först beskrevs av Jacques-Marie-Frangile Bigot 1881.  Sciomyza nigrifrons ingår i släktet Sciomyza och familjen kärrflugor.
Artens utbredningsområde är Österrike. Inga underarter finns listade i Catalogue of Life.